# Zástěra

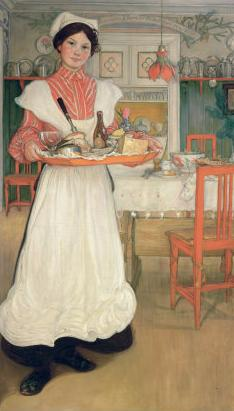
Hospodyně v zástěře servíruje snídani, Carl Larson, olejomalba z roku 1904

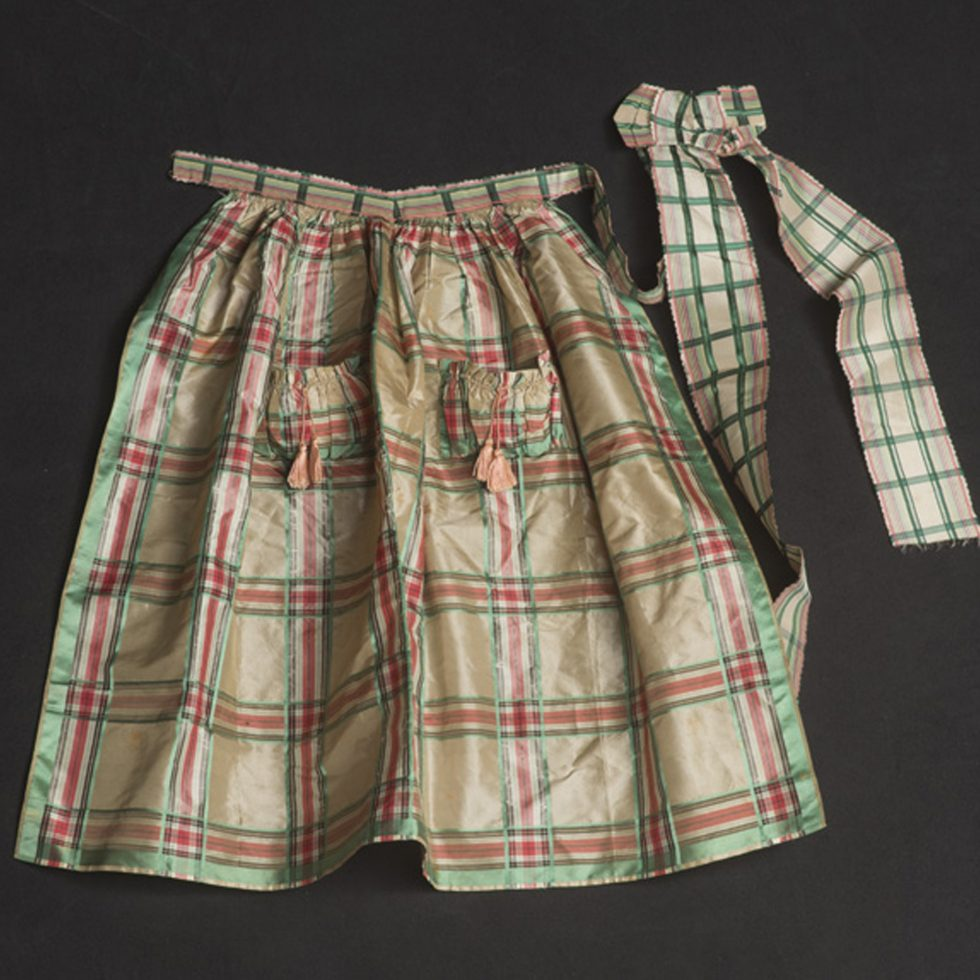
Hedvábná spokečenská zástěra se stuhou na čepec, kolem roku 1840

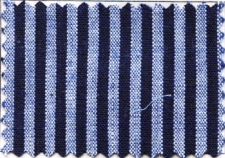
Vzorek bavlněné tkaniny na zástěry z roku 1933

Zástěra je pracovní oděv či součást uniformy, který se primárně používá pro ochranu před zašpiněním, zamáčením či popálením, sekundárně může být také oděvem společenským nebo uniformou, jak sloužila vc minulosti. 

## Typy a využití
- Sukně jedno či dvoudílná  – obdélníková, čtvercová či dole zaoblená textilie nebo useň. Zavazuje se kolem pasu vzadu dvěma stuhami, šňůrkami nebo řemínky, má-li horní díl (lacl), uvazuje se kolem krku dalšími stuhami, šňůrkami nebo smyčkou řemínku.  Taková zástěra kryje oděv od hrudníku po kolena nebo pod kolena.
  - kuchařská, pekařská a cukrářská – jednodílná nebo dvoudílná, využívá se při vaření pokrmů, nápojů a při jejich servírování, doma i v gastronomických provozech. Někdy ji doplňuje čelenka, síťka nebo čepec. Hygienické normy stále častěji nutí zaměstnance v gastronomii nahrazovat zástěru pláštěm s rukávy.
  - servírovací – pro číšníky a servírky v pohostinství, mívá kapsu na peněženku nebo na utěrku.
  - řemeslnická  – pracovní zástěra z hrubších materiálů: kůže (useň), guma, syntetické materiály. Liší se podle pracovního prostředí. Využívají ji:
    - řezníci, rybáři, které chrání před vodou, krví či šupinami, ševci a správkaři obuvi, vinaři a pivovarníci a další
    - montéři - krátká kožená zástěrka s opaskem a vaky na hřebíky či šrouby, s úchytkami na kladivo, kleště, šroubovák.
    - kováři, svářeči, slévači, hutníci nebo skláři, je hrubých či ohnivzdorných materiálů; doplňuje ji ochranná maska, kukla či brýle.

  - domácí a školní oděv – v současnosti se užívá při pracovní či výtvarné výchově ve školách; v minulosti to byl také domácí oděv hospodyně nebo dívek a dívčí školní uniforma, často zdobená po obvodu krajkou nebo nařasenými sklady.
  - svrchní společenský  oděv – součást ženského oděvu všech společenských stavů od středověku do první poloviny 20. století; součást lidových krojů  dosud (středoevropské ženské kroje, dirndly, aj.
  - ceremoniální oděv – zástěrka: součást slavnostního oděvu svobodných zednářů